# Rellotge de sol

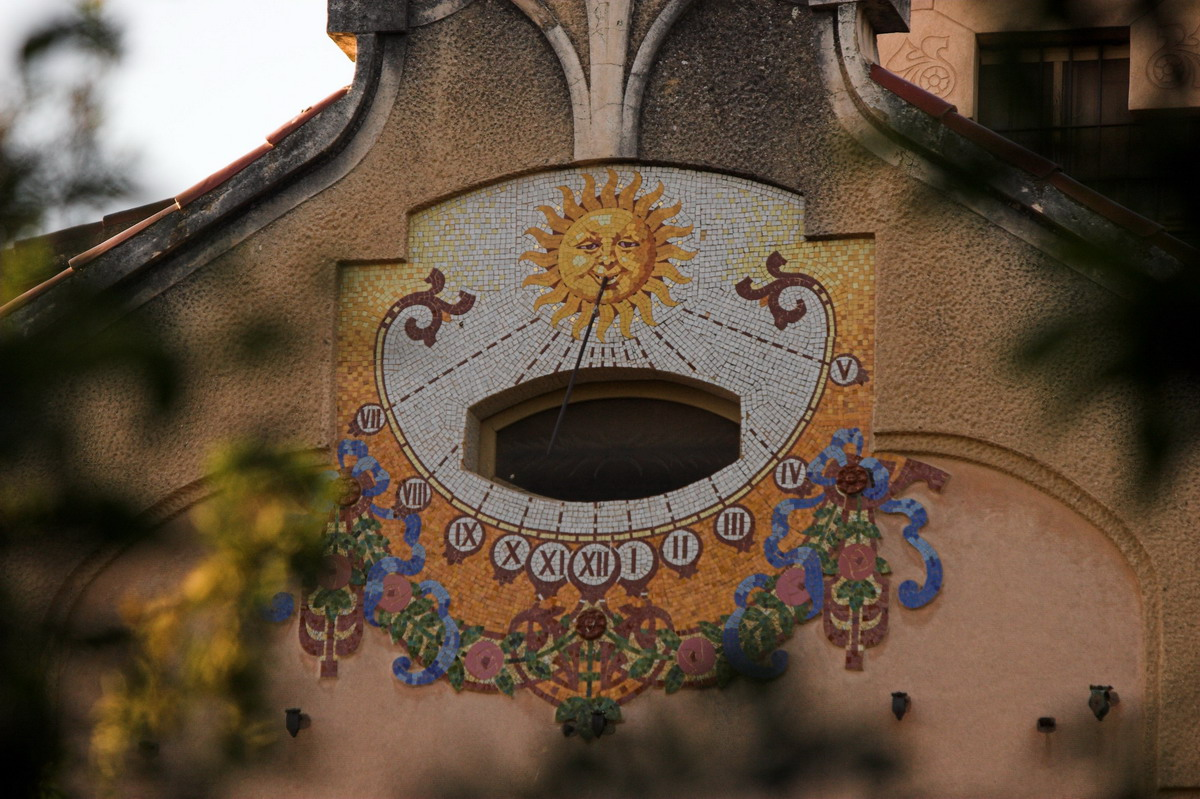
Rellotge de sol de la Casa Barbey (la Garriga)

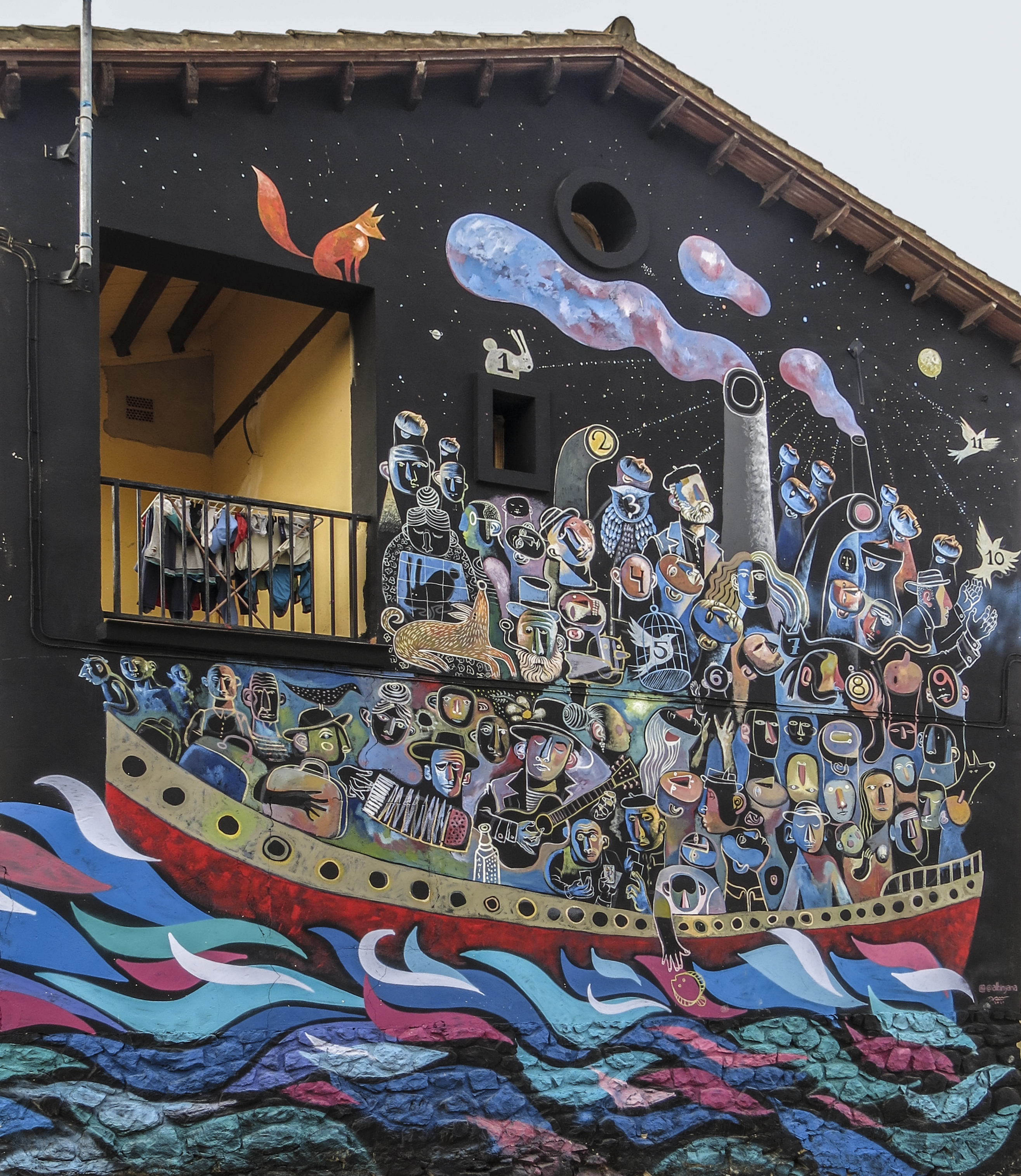
Rellotge de sol d'Albinyana (Otos, la Vall d'Albaida)

Un rellotge de sol és un instrument de mesura que assenyala les hores mitjançant l'ombra d'un gnòmon clavat dins d'un quadrant on hi ha marcades les línies horàries. El gnòmon sempre té la direcció paral·lela a l'eix de rotació terrestre, en canvi el quadrant pot adoptar diferents posicions, igual que les línies horàries. N'hi ha de diferents tipus, els més comuns són els verticals i els horitzontals.
És un instrument emprat des de temps molt remots per poder mesurar el pas de les hores i els minuts (temps). En català s'anomena també quadrant solar. Empra l'ombra projectada per un gnòmon sobre una superfície amb una escala per indicar la posició del Sol durant el moviment diürn. Segons la disposició del gnòmon i la forma de l'escala es poden mesurar diferents tipus de temps, sent el més habitual el temps solar aparent. La ciència encarregada d'elaborar teories i reunir coneixement sobre els rellotges de sol s'anomena gnomònica.

## Història

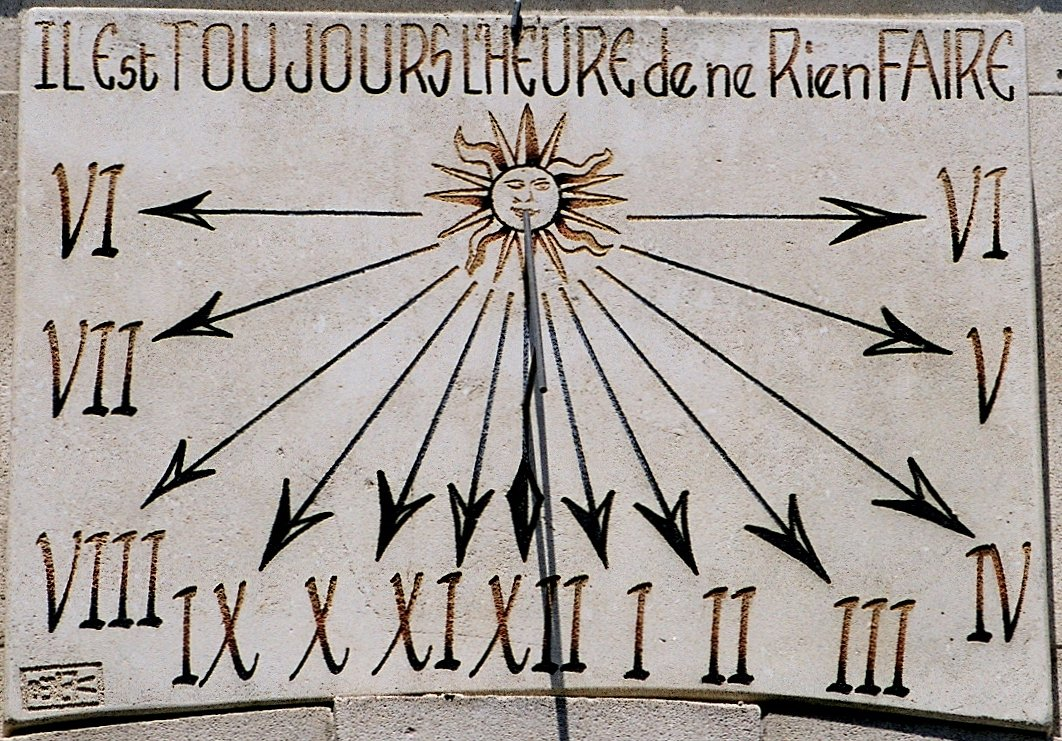
Rellotge de sol a Sant Romieg de Provença.

### Els començos documentats
És possible que el sistema d'hores s'establís en aquelles societats per motius religiosos, ja que la paraula egípcia corresponent a hora equivalia també a "deure sacerdotal", mot de la mateixa rel que "guaita dele estels" (o guaita del temps). Aquests vigilants dels estels exercien els seus deures sacerdotals anotant l'aparició dels decan (certs estels o constel·lacions) en l'horitzó oriental. Dividien la nit en dotze hores, d'intervals iguals, i s'assenyalava cada hora per l'aparició del decan corresponent
Els coneixements astronòmics dels egipcis els van permetre orientar la piràmide de Kheops, ca. 2550 aC. aC. mitjançant referències estel·lars. Mil anys després, en l'època del faraó Tutmosis III (c. 1500 aC.), es dissenya un instrument denominat sechat ; es tracta d'un petit rellotge solar per a mesurar el temps mitjançant la llargada de les ombres, que constava de dues peces prismàtiques, pedrenyes, d'uns tres decímetres de llargària, situades perpendicularment, on una tenia marcades les hores i una altra servia d'agulla. Degué ser un instrument molt popular entre els sacerdots egipcis, que per les seves dimensions, devia ser un instrument portàtil.
Cap a 2400 a. C. els mestres sumeris ja utilitzaven un calendari: dividir el any en 12 parts, també van dividir el dia, i ho van fer seguint el mateix patró de divisions. El seu any constava de 12 mesos i cada un de 30 dies. Els seus dies constaven de dotze danna (cada danna duraria dos de les nostres hores) de 30 ges cadascun (cada ges duraria 4 dels nostres minuts).
La major part dels instruments emprats en l'Antiguitat no eren portàtils. En Mesopotàmia trobem els ziggurats, que eren construccions amb esglaons en els quals es podien visualitzar les hores gràcies al comptatge dels esglaons que estaven enfosquits per l'ombra de les seves pròpies vores. La primera referència literària coneguda en un rellotge de sol és el famós Quadrant d'Acaz al segle VII a. C.

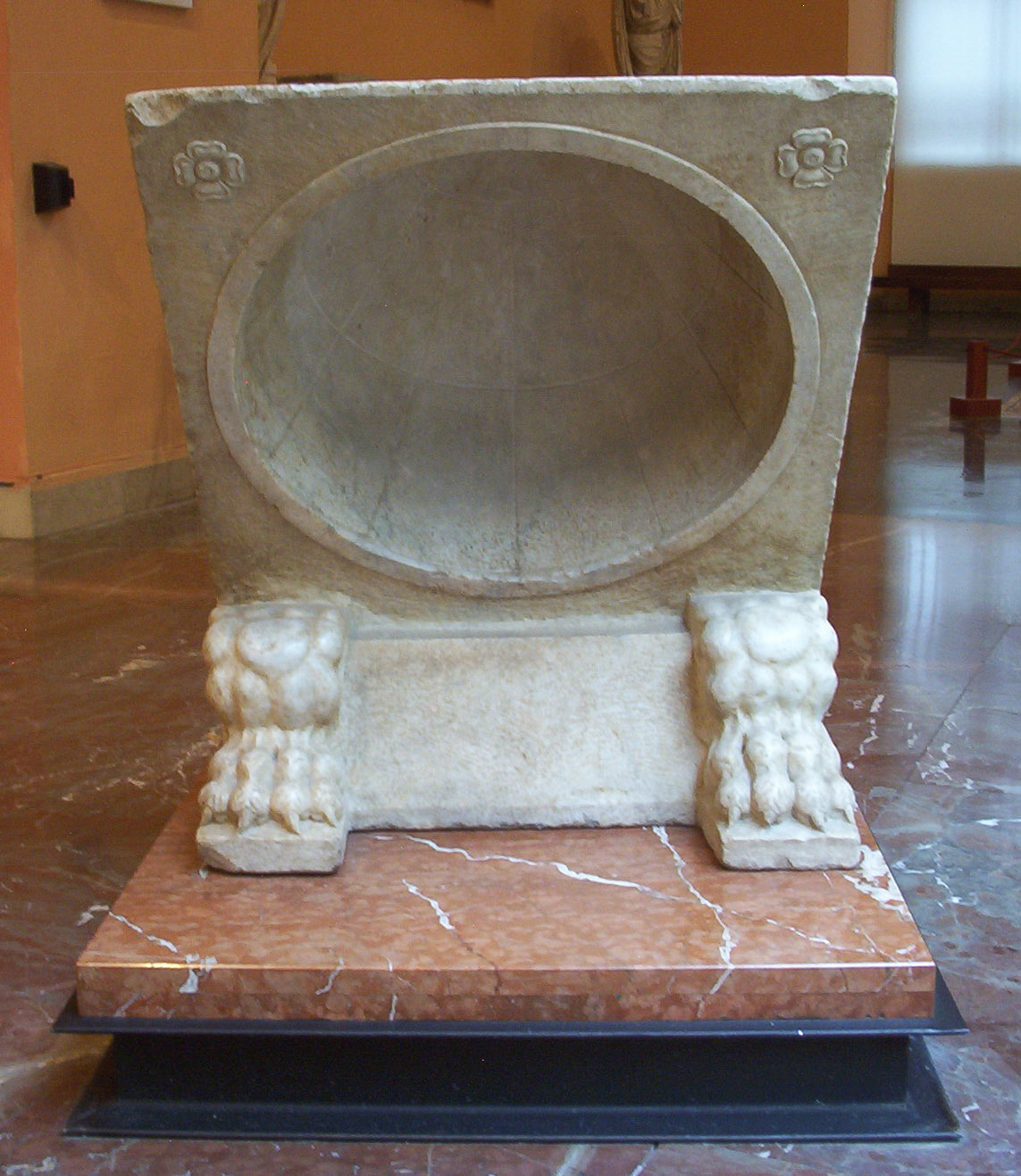
Rellotge Solar de Baelo Claudia, (Cadis) del.

### Època grecoromana
La percepció sobre el temps de la societat grega del segle V a.  C. resulta palesa de la lectura de diversos escriptors grecs i romans de l'època que descriuen, i donen referències, d'instruments identificats com els primers rellotges de sol. L'autor grec més antic, i potser més important, ha estat Heròdot d'Halicarnàs (484 - 426 a.  C.), que fa una petita ressenya en la seva Història (II, 109, 3) dels coneixements grecs del temps, dient que van adquirir dels babilonis la divisió del dia en dotze parts.
Per tant, el sistema horari dels grecs era temporal: amb això es vol dir que l'hora s'entenia com la dotzena part del arc diürn recorregut pel Sol, però com a tal arc varia durant l'any, l'hora també varia. Per aquesta raó, a aquest sistema se li denomina també d'hores desiguals. Els romans, al seu torn, van heretar aquest sistema de divisió del dia dels grecs.
Plini el Vell (ca. 23-79) en el seu Història Natural (Llibre XXXVI, Capítol XIV) relata la història del rellotge que l'emperador August va fer construir al Camp de Mart, aprofitant un obelisc egipci del faraó Psamètic II, l'anomenat Rellotge de sol d'August.
| « | A l'obelisc que és al Camp de Mart, el diví August li va atribuir l'admirable funció de mesurar l'ombra projectada pel Sol, determinant així la durada dels dies i les nits: va fer col·locar plaques que estaven en proporció respecte a l'altura de l'obelisc, de manera que a la migdia del solstici d'hivern l'ombra fos tan llarga com les plaques, i disminuís lentament dia a dia per tornar a créixer seguint les marques de bronze inserides en les pedres, és un aparell que val la pena conèixer i que deu la seva existència a l'insigne matemàtic Facundo Nuvi. Aquest va afegir, sobre l'extrem, una bola daurada que projectava una ombra definida, perquè si no l'extrem punxegut de l'obelisc hagués llançat una ombra imprecisa (es diu que va prendre la idea del cap humà). Al cap de trenta anys aquestes mesures es van fer errònies. No se sap la causa: potser el curs del Sol no ha romàs igual, o ha canviat per algun motiu astronòmic, o perquè tota la terra s'ha mogut o simplement perquè el gnòmon s'ha mogut a causa de sacsejades tel·lúriques, o perquè les avingudes del riu Tíber | » |

A la fi del segle I a.  C. i regnant ja en Roma l'emperador August, un enginyer militar anomenat Marc Vitruvi va escriure l'únic tractat sobre arquitectura que, de l'antiguitat, hagi arribat fins a nosaltres. Se sap que va ser arquitecte a Roma, on va construir i va dirigir diverses obres, entre elles la Basílica de Fanum. El tractat està dividit en deu llibres i es titula D'Architectura. Els primers set llibres tracten d'arquitectura, el vuitè de construccions hidràuliques, amb especial aplicació als mètodes per il·luminar i conduir l'aigua, el novè tracta de la gnomònica i el desè de la maquinària. En el Llibre IX, Capítols VIII-IX descriu un mètode geomètric per dissenyar rellotges de sol denominat analema. L'autor no s'atribueix la invenció d'aquest mètode, sinó que el assigna als que ell denomina com els seus mestres.

### Època medieval
En els primers segles de l'era cristiana, la gnomònica, feblement il·luminada pels estudis de l'astronomia hel·lènica, entra en una decadència que caracteritza tota la ciència de l'Europa cultural i econòmica de lEdat mitjana. Són pocs els elements (sobretot arqueològics) que podem trobar: tot just existeixen escrits que mostrin nous avenços
Tot i que en aquest període la mesura del temps interessava poc a la població general, tampoc existeixen descripcions científiques precises. No obstant això, com rareses de l'època, es troben els agrimensors Beda el Venerable i Higí el Gromàtic (segle II).
Pal·ladi al segle iv escriu una obra anomenada Re Agrícola composta de catorze llibres, dividits de manera que cada llibre correspon a les tasques agrícoles típiques de cada mes. Al final de cada llibre posa una espècie de taula que s'anomena horologium típic del mes en qüestió. En aquest horologium indica la longitud de les ombres en peus per a cada hora durant els dies del mes en qüestió. Indica així l'ús que es feia del cos humà per substituir els rellotges de sol. En gnomònica se'ls denomina rellotge d'empeus.
Al segle vii van prendre rellevància les ordes benedictines. L'any 529, el fundador d'aquesta ordre religiosa, sant Benet, prescriu des del seu monestir unes Regles precises per les quals tots els monjos benedictins d'Europa han de regir-se. Ja des dels seus orígens, l'Església catòlica va voler santificar determinades hores del dia amb una oració comuna. Sant Benet va denominar a aquestes hores de rés " hores canòniques ", i així es faria des del segle vi. El nom prové de les normes o cànons proporcionats per l'Església.
La gnomònica d'aquests segles va derivar a la construcció dels rellotges de missa o rellotges d'hores canòniques, en ells s'indicaven les hores de rés. Aquests rellotges estan situats generalment en les façanes meridionals d'esglésies o monestirs. També es van desenvolupar rellotges personals per a tal fi, com el rellotge anular.
En aquest període medieval, en el qual la gnomònica "oficial" era la imposada per l'Església Catòlica, mitjançant l'ús de les hores canòniques, van existir autors innovadors com Gai Juli Solí que al segle iv va escriure un llibre titulat Tractatus d'ombra et llueix ('Tractat de l'ombra i la llum') que manté l'enllaç de coneixement de la cultura grecollatina. Existeix també un altre fosc autor del segle VI, Procopi Antemi, al qual se li atribueix el còdex titulat Problema Sciatericum.
Ja al començament del segle I els estudis realitzats sobre les obres Vitruvi i Ptolemeu permeten reconèixer per primera vegada que hi ha dos paràmetres importants per al disseny d'un rellotge de sol:
- La latitud geogràfica, que determina el lloc geogràfic de la Terra on s'instal·larà el rellotge. Això dona peu a pensar que aquests autors sabien que la Terra no és plana, ja que la determinació del seu valor depèn de la distància angular de la ubicació del rellotge respecte a la línia equatorial, i que va ser determinada en l'antiguitat observant la durada del dia i la longitud de l'ombra equinoccial del gnòmon al migdia (umbra gnomonis aequinoctialis); ambdues funcions determinen de forma unívoca la latitud geogràfica.
- La obliqüitat de l'eclíptica ; paràmetre que no depenia de la ubicació geogràfica del rellotge solar i del que se suposava erròniament que era una constant invariable en el temps. Eudemus de Rodes (320 a.  C.) va ser el primer a observar (que no mesurar) l'obliqüitat de l'eclíptica. Els astrònoms posteriors van determinar el seu valor en 1/15 d'un cercle, i Hiparc de Nicea va adoptar un millor valor de 11/83 parts del semicercle. El primer dels valors és el que empra Vitruvi en la construcció de la seva analematos.

### Auge àrab
Al segle ix entra en escena l'astronomia àrab. El califat de Al-Mamun marca el començament d'una intensa activitat cultural que continuaria en segles successius amb autors com Averroes, Thàbit ibn Qurra (826-901), Costa Ebn Luca, Abulphetano, Hazemio, Al-Biruni (973-1048). Mentre l'Europa cristiana de l'època seguia l'obra del venerable Beda, els àrabs tenien una activitat intel·lectual molt agitada continuada a partir de la destrucció de la Biblioteca d'Alexandria. És només a partir del segle x quan a Europa es comença a veure tímidament la immensa tasca recopilatòria del coneixement antic realitzada pels àrabs.
Els rellotges àrabs d'aquesta època medieval eren tots plànols, almenys en la seva gran majoria, i es denominaven al-basit ('superfície plana'); estaven construïts en marbre (Ruchâmet), o en plaques de coure. Tots ells eren sense inclusions d'elements esfèrics, i amb indicació de la direcció del santuari de la Kaba a la La Meca, a causa del precepte religiós de resar amb la cara dirigit a aquest lloc independentment del lloc en què es trobés ubicat. Tal direcció es denomina Al Qibla. Tots ells amb curioses corbes per a les pregàries quotidians.
L'any 1000 a la península Ibèrica es fa servir per primera vegada el Quadrans vetus cum cursorem del qual es desconeix l'inventor. Però aquest quadrant serà la primera avançada dels instruments de navegació que utilitzarà Cristòfor Colom.
Va ser Lupitus Barchinonensis el que, en llatí, va escriure el primer tractat sobre l'astrolabi prop de l'any 900, conservant algunes de les terminologies àrabs. En aquest llibre De mensura astrolabii líber es troben algunes indicacions per realitzar el rellotge d'àigua.
Hermann de Reichenau (1013-1054), matemàtic alemany coneixedor de l'idioma àrab, el que escriu un tractat sobre lastrolabi prop de l'any 1026, conservant també algunes de les terminologies àrabs. En aquest llibre De mensura astrolabii líber es troben algunes indicacions per realitzar el rellotge de pastor. En el terreny de la gnomònica la traducció de dos còdexs àrabs va ser el punt de traspàs cultural més important.
El Rei de Castella i Lleó Alfons X sobrenomenat "el Savi" (1224-1284) reuneix a la ciutat de Toledo un nombrós grup d'astrònoms cristians, grecs, hebreus i àrabs. Amb aquesta barreja de savis va poder traduir al llatí gran part de les obres escrites en àrab. Així s'obrirà encara més la porta del saber àrab dels segles anteriors a Europa. No cal dir que aquest fenomen va permetre a la gnomònica europea sortir del retard medieval en què es trobava immersa. De tota manera aquesta absorció va ser lenta.
Al començament del segle XIV apareixen uns instruments mecànics capaços de mesurar regularment el temps durant el dia. D'aquesta forma l'any 1386 es col·loca un rellotge a la Catedral de Salisbury i el 1400, durant el regnat de Enric III de Castella s'instal·la a Sevilla, a la torre de l'església de Santa Maria, el primer rellotge mecànic amb campanes.

### Renaixement
En les colònies europees d'Amèrica també es van construir molts rellotges de sol, alguns dels quals encara es conserven. En el cas de la zona Intertropical cal construir-los amb un doble disc horari, com el que es veu a la imatge: el disc que queda cap al sud (el que apareix a la foto) s'empra durant una part de l'any (d'agost a abril) i el disc de l'altre costat, que mira cap al nord es faria servir la resta de l'any, quan el sol es troba entre la latitud de La Asunción (Illa Margarita, Veneçuela) i el tròpic de Càncer. Dos dies a l'any, a finals del mes d'abril i al començament d'agost, el sol passa per la vertical del lloc (el zenit) i llavors, com és lògic, es poden veure les hores en ambdós costats..

## Tipus de rellotge de sol

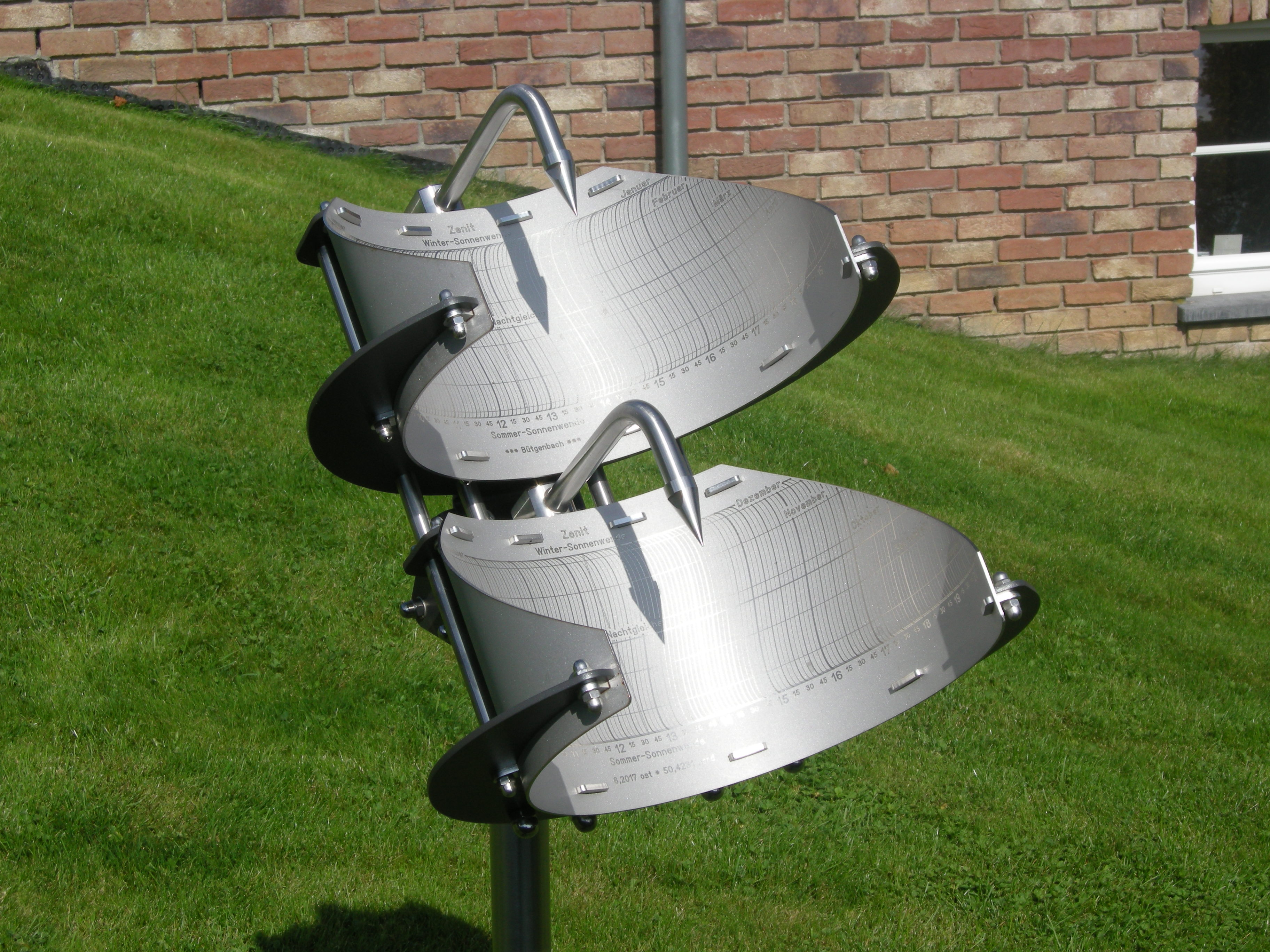
Rellotge de sol de precisió en Bütgenbach, Bèlgica. (Precisió = ± 30 segons) (Google Earth).

Esquema de Posició del Rellotge Equatorial

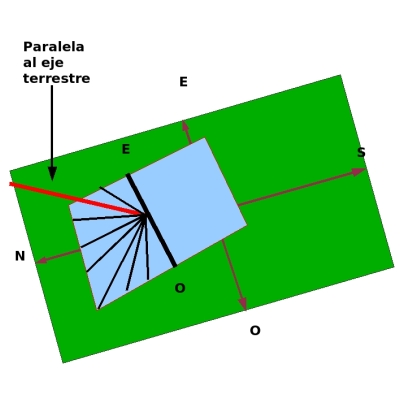
Esquema del Quadrant Equatorial

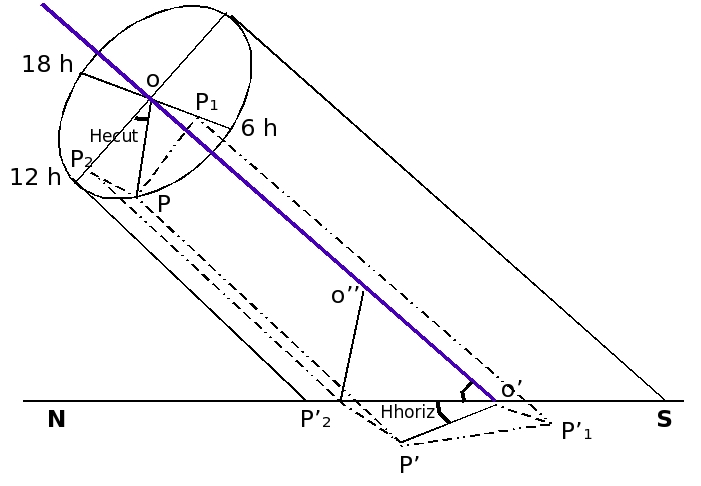
Rellotge horitzontal, figura 1

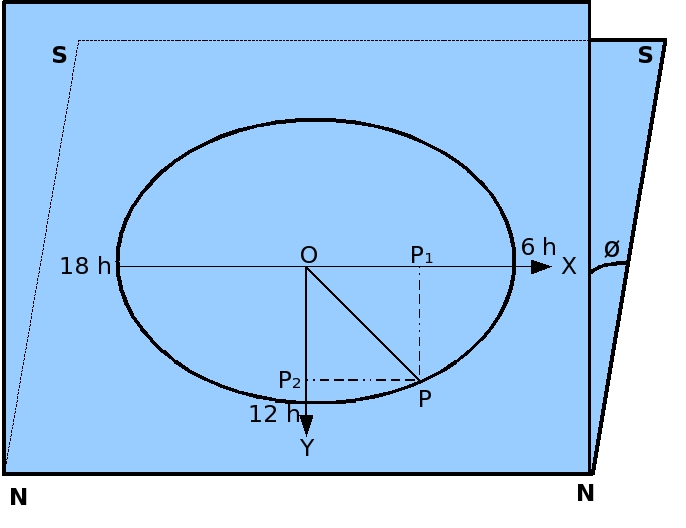
Rellotge horitzontal, figura 2

Hi ha diferents tipus de rellotges de sol; alguns d'ells són:

### Equatorial
En aquest model, el gnòmon que projecta l'ombra té LE següent orientació espacial:
- És paral·lel a l'eix de rotació de la Terra.
- Està contingut en el pla meridià del lloc.
- Forma amb el pla horitzontal un angle igual a la latitud del lloc.

Per determinar la direcció del pla meridià del lloc per col·locar posteriorment el gnòmon, el millor és determinar la meridiana del lloc, és a dir la intersecció d'aquest pla meridià amb el pla horitzontal. La meridiana coincideix amb la direcció SUD- NORD. La meridiana del lloc coincideix també amb l'ombra que produeix una vareta col·locada verticalment en el moment del pas del Sol pel meridià del lloc (en aquest moment el Sol està situat cap al sud, a l'hemisferi nord, i cap al nord al hemisferi sud i en el punt més alt de la seva trajectòria diària). Per saber a quina hora oficial passa aquesta situació és possible recórrer a les taules d'efemèrides dels observatoris oficials.
El traçat de les línies horàries és senzill. En el quadrant, es dibuixa un cercle amb el centre en el pol del quadrant i es divideix dit cercle en 24 parts de 15 º cadascuna i posteriorment es tracen els 24 ràdios corresponents a la divisió anterior. De tots ells, el radi que coincideix amb la intersecció del pla meridià del lloc amb el pla del quadrant i que es dirigeix cap al horitzó és la recta horària de les 12.00. Els diferents ràdios espaiats de 15 a 15º indiquen les hores anteriors a les 12h quan estan a l'oest de la línia de les 12 hi les hores posteriors quan estan a l'est de la línia de les 12 h. No cal traçar tots els ràdios, ja que les hores anteriors a la 4 hi les posteriors a les 20.00 no són necessàries. Els radis de les 6.00 i de les 18.00 determinen la direcció est-oest si està correctament orientat el quadrant.
Durant mig any, des de l'inici de la primavera fins a la finalització de l'estiu, període durant el qual la declinació solar és positiva, l'ombra del gnòmon es projecta a la cara superior del plànol equatorial del lloc. Durant l'altre mig any l'ombra apareix a la cara inferior i, per tant, cal:
1. marcar les rectes horàries en les dues cares de la superfície que fa de pla equatorial del lloc i
2. instal·lar aquesta superfície a certa altura per poder observar amb comoditat les dues cares.

### horitzontal
El quadrant solar horitzontal s'obté mitjançant LE projecció ortogonal obliqua de les rectes horàries d'un rellotge equatorial sobre un pla horitzontal.
Les rectes horàries del rellotge equatorial, estan uniformement distribuïdes ia més l'angle horari de cada hora equatorial (Hecut) augmenta de 15º a 15º a esquerra i dreta de la recta horària de les 12 del matí.
La recta horària de les 12 del matí està continguda en el pla meridià del lloc. Així l'angle horari per a les 11 del matí seria de Hecut = 15º, per a les 10 h del matí Hecut = 30º i així successivament.
A més, el gnòmon del rellotge equatorial que és perpendicular al pla del rellotge equatorial, és paral·lel a l'eix terrestre i, per tant, forma amb el pla horitzontal un angle que coincideix amb la latitud Φ del lloc d'assentament del rellotge equatorial i està contingut en el pla meridià del lloc.
- Coordenades del punt P extrem d'una recta horària del rellotge equatorial:

El punt P, representa l'extrem d'una recta horària del rellotge equatorial (a la figura podria ser la relativa a les 11.00). Si triem un sistema de coordenades cartesià de manera que l'eix X coincideixi amb la recta que conté les línies horàries de les 18.00 i 6.00 i amb sentit positiu el que resulta en anar de l'extrem de les 18.00 cap a l'extrem de les 6.00 i com eix i la recta que conté la línia de les 12.00 i amb sentit positiu el que resulta d'anar des del centre O fins a l'extrem de les 12.00, llavors les coordenades del punt P serien:
```
OP1 = x = R sin equatorial
OP2 = i = R cos equatorial
```

R representa el radi del cercle que passa pels extrems de les rectes horàries del rellotge equatorial.
- Projecció ortogonal obliqua, per exemple de la recta horària Hecut = 15º:

Coordenades del punt P 'extrem de la recta horària corresponent del rellotge horitzontal: el punt extrem P es projecta en el punt P', les coordenades s'obté en realitzar la projecció ortogonal obliqua sobre el pla horitzontal: El segment OP1 es troba sobre l'eix X i és paral·lel al pla horitzontal (veure figura2) on es realitza la projecció ortogonal obliqua, per tant, la projecció O'P'1 coincideix amb el segment projectat OP1.
La projecció ortogonal obliqua del segment OP2, que es troba sobre l'eix I, sobre el pla horitzontal és més gran i concretament resulta ser la hipotenusa del triangle P'2 O 'O "i conseqüentment O' P'2 = R. Cos Hecut) / sin Φ. Per tant, les coordenades de P 'seran:
```
O'P'1 = x '= OP1 = R sin Hecut
O'P'2 = i '= (R cos Hecut) / sin Φ
```

- Angle de les rectes horàries Hhorizontal del rellotge horitzontal amb la línia meridiana:

L'angle que formen les noves rectes horàries horitzontal amb la línia meridiana (és a dir amb la recta horària de la 12 h), tindrà una tangent que compleix la relació:
```
x 'R sin Hecut
tan Hhorizontal = --- = ---------------------- = tan Hecut · sin Φ
i '(R cos Hecut) / sin Φ
```

- Posició del gnòmon en el rellotge horitzontal:

La projecció ortogonal obliqua del gnòmon coincideix amb O '. La direcció del gnòmon ha de mantenir-paral·lela a l'eix terrestre i, per tant, continuarà formant un angle Φ amb l'horitzontal i al mateix temps contingut en el pla meridià del lloc. En resum, és una prolongació del gnòmon del rellotge equatorial.

### Orientat

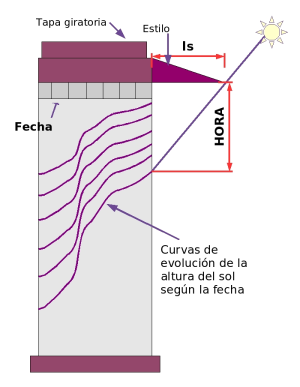
Representació gràfica del Rellotge de Pastor.

### analemàtic

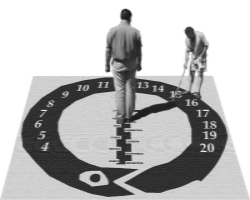
Rellotge analemàtic.

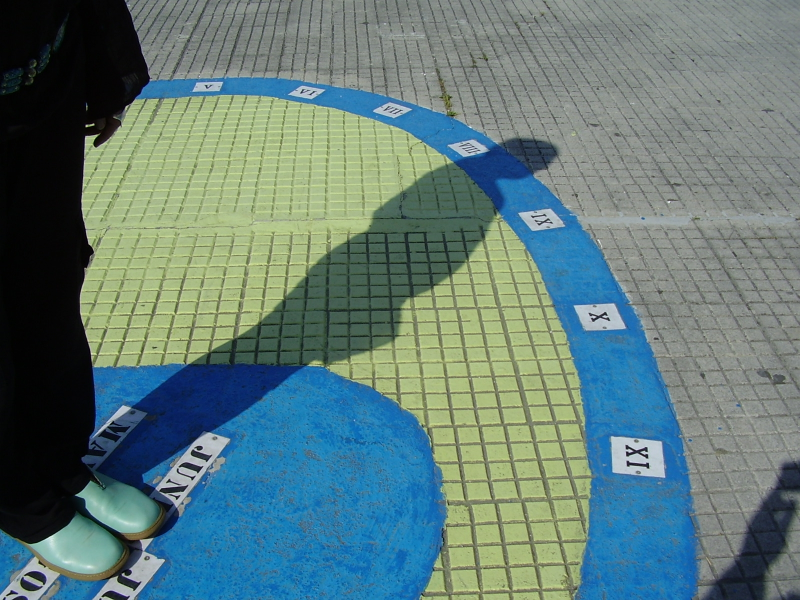
Rellotge analemàtic: detall de la projecció de l'ombra sobre l'el·lipse horària.

Es tracta d'un rellotge de sol amb un quadrant horitzontal el·líptic associat a un gnòmon mòbil vertical al llarg de l'eix menor de l'el·lipse, estant dit eix menor en direcció NORD-SUD. El quadrant es construeix directament sobre el sòl i en aquest cas serà el propi observador el qual, fent de gnòmon mòbil, es desplaça fins a unes posicions sobre l'eix menor de l'el·lipse dependents de la data, des de les quals projecta la seva ombra sobre l'el·lipse. El punt de partida és el rellotge de quadrant equatorial.
D'aquest tipus són el rellotge de sol de la Plaça 1r de Maig de Sabadell, el de la Plaça de la Reina Maria Cristina de Barcelona i de la Plaça del Fòrum també de Barcelona. En aquest rellotge de sol, la indicació dels dies i dels mesos a terra (on l'observador se situa per veure l'hora que indica la projecció de la seva pròpia ombra) està acompanyada dels signes del Zodíac, la qual cosa és motiu de confusió perquè les persones no solen identificar que es troben davant d'un rellotge de sol. I en aquest cas, hem de considerar l'hora legal d'Espanya, que és una hora després de la solar a l'hivern i dues hores després durant l'estiu.

### verticals
Les rectes horàries d'un rellotge vertical no declinant es calculen a través d'una projecció ortogonal obliqua de les rectes horàries d'un rellotge equatorial sobre un pla vertical.

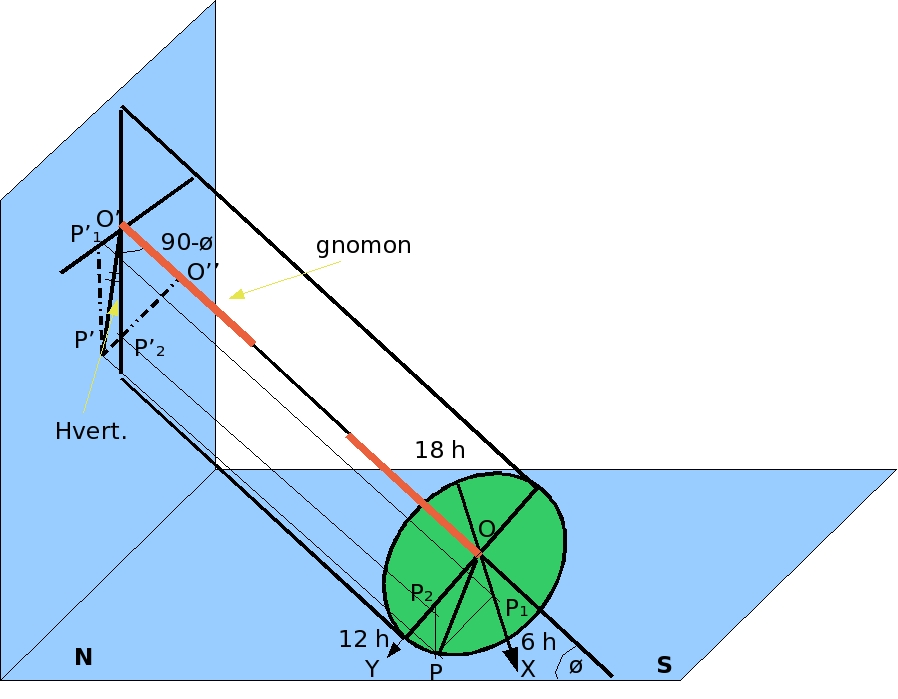
Projecció del Rellotge de sol Vertical.

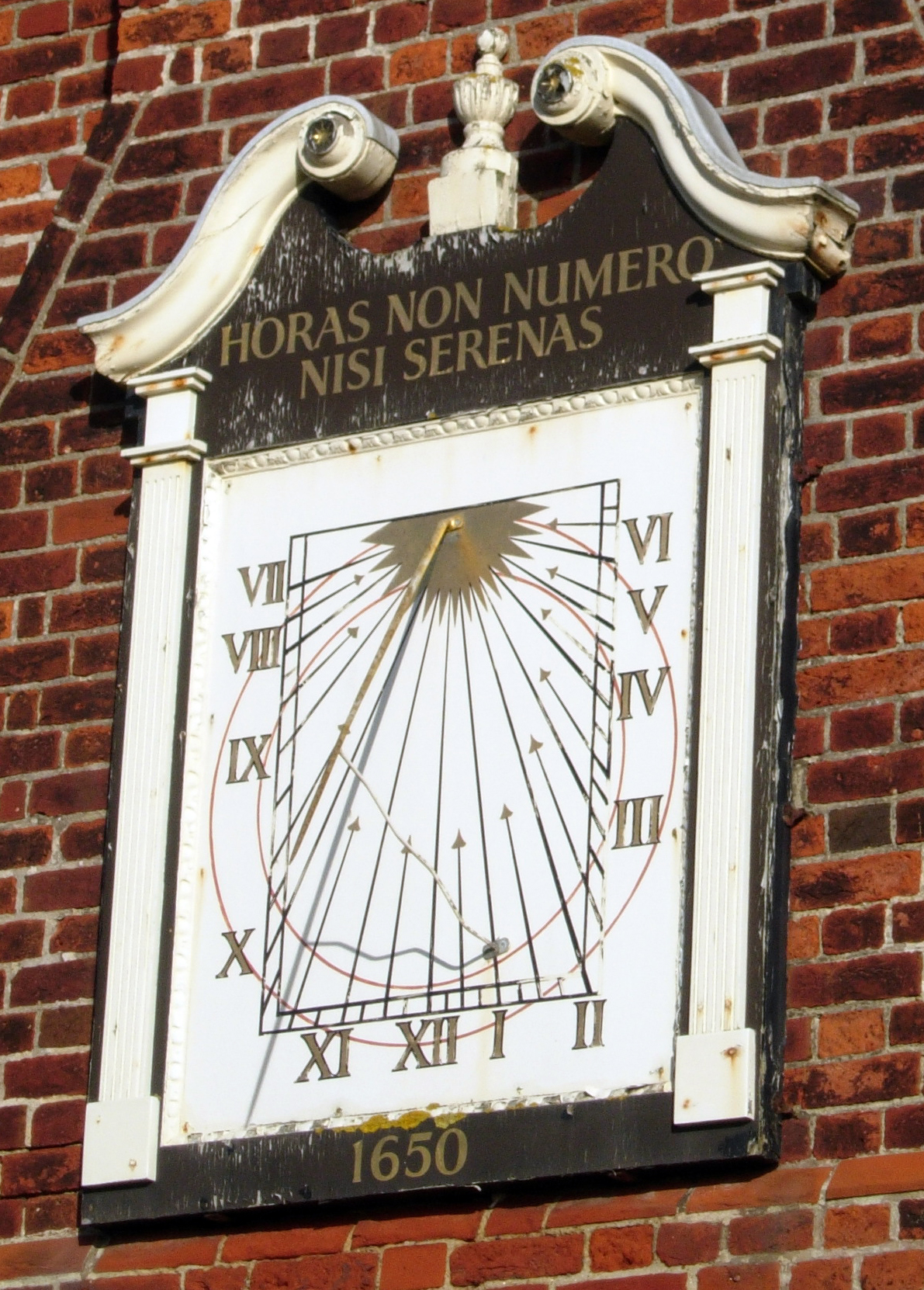
Aldeburgh, Suffolk, Anglaterra.

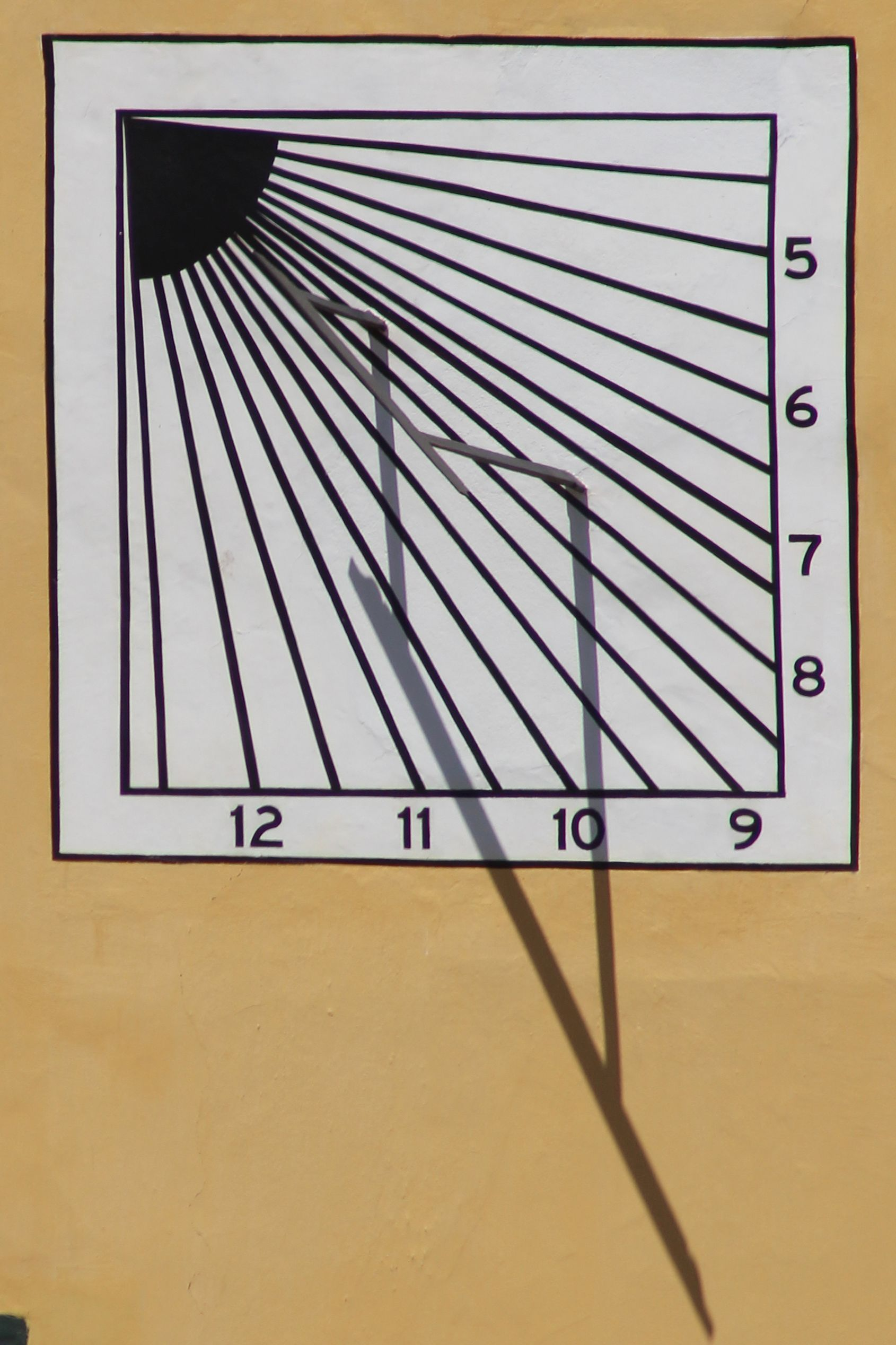
Ciutat del Cap, Sud-àfrica, (Hemisferi sud)

La rectes horàries del rellotge equatorial estan uniformement distribuïdes, ia més l'angle horari de cada hora (Hecut), augmenta de 15º a 15º a esquerra i dreta de la recta horària de les 12 del matí. La recta horària de les 12 del matí està continguda en el pla meridià del lloc. Així l'angle horari per a les 11 del matí seria de Hecut = 15º, per a les 10 h del matí Hecut = 30º i així successivament. A més el gnòmon del rellotge equatorial que és perpendicular al pla del rellotge equatorial, és paral·lel a l'eix terrestre i, per tant, forma amb el pla vertical un angle complementari a la latitud Φ del lloc d'assentament del rellotge equatorial, és a dir, 90°- Φ i a més està contingut en el pla meridià del lloc.
- Coordenades del punt P extrem d'una recta horària del rellotge equatorial:

El punt P, representa l'extrem d'una recta horària del rellotge equatorial (a la figura podria ser la relativa a la 11 h). Si triem un sistema de coordenades cartesià de manera que l'eix X coincideixi amb la recta que conté les línies horàries de les 18h i 6h i amb sentit positiu el que resulta en anar de l'extrem de les 18h cap a l'extrem de les 6h i com eix I la recta que conté la línia de les 12 hi amb sentit positiu el que resulta d'anar des del centre O fins a l'extrem de les 12h, llavors les coordenades del punt P serien:
```
OP1 = x = R.sen Hecut
OP2 = i = R.cos Hecut
```

R representa el radi del cercle que passa pels extrems de les rectes horàries del rellotge equatorial.
- Coordenades del punt P 'extrem de la recta horària de Hvertical corresponent del rellotge vertical:

El punt extrem P es projecta en el punt P ', les coordenades s'obté en realitzar la projecció ortogonal obliqua sobre el pla vertical. El segment OP1 es troba sobre l'eix X i és paral·lel al pla vertical sobre el qual es realitza la projecció ortogonal obliqua; per tant, la projecció O'P'1 coincideix amb el segment projectat OP1.
La projecció ortogonal obliqua del segment OP2, que es troba sobre l'eix I, el pla vertical és més gran i concretament resulta ser la hipotenusa del triangle P'2 O 'O i conseqüentment
```
O 'P'2 = R. cos Hecut)/sin (90° -Φ)
```

per tant, les coordenades de P' seran:
```
O'P'1 = x'= OP1 = R.sen Hecut
O'P'2 = i'= (R. Cos Hecut)/sin (90°-Φ)
```

- Angle de les rectes horàries del rellotge vertical:

L'angle que formen les noves rectes horàries verticals (Hvert) amb la línia de les 12 h (la línia de les 12 h és la vertical que passa pel pol), tindrà una tangent que compleix la relació:
```
x' R.sen Hecut
tan Hvert = --- = -------------- = tan Hecut·sen (90°-Φ) = tan Hecut·cos Φ
y' R. cos Hecut)
-------------
sen (90°-Φ)
```

- Posició del gnòmon en el rellotge vertical no declinant

La projecció ortogonal obliqua del gnòmon coincideix amb O '. La direcció del gnòmon s'ha de mantenir-paral·lela a l'eix terrestre i, per tant, continuarà formant un angle (90°-Φ) amb el pla vertical i al mateix temps contingut en el pla meridià del lloc. En resum, la posició coincideix amb la prolongació del gnòmon del rellotge equatorial.

### De pastor

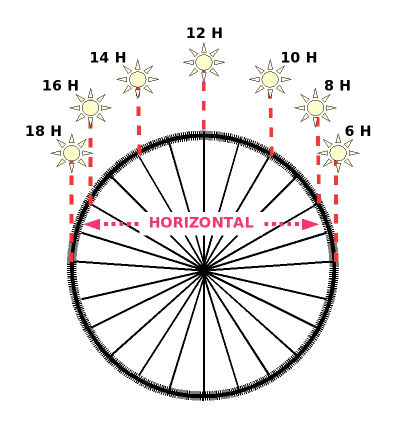
El cicle solar diari en el Rellotge de Pastor.

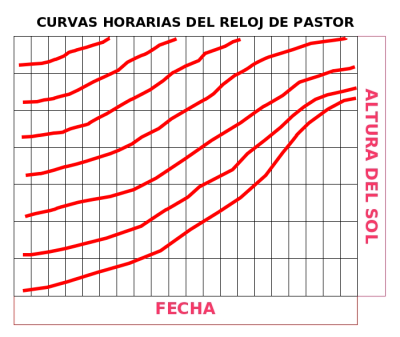
Corbes horàries que es dibuixen en el cilindre.

El rellotge de sol cilíndric portàtil, anomenat de pastor (utilitzat pels pastors dels Pirineus i els Alps), mesura la inclinació del sol, la qual varia segons la latitud per a un mateix instant del dia i de l'any. Per tant, cada rellotge ha de ser construït per a una latitud determinada. En el moment del pas del sol pel meridià local (migdia veritable), la seva altura varia respecte a l'horitzó segons les estacions. Com a exemple, per a un lloc situat a 42 ° de latitud (nord o sud): * Solstici d'estiu: 42º sobre l'horitzó + 23º 27 '= 65º 27' * Equinoccis: 90° - Latitud = 42º sobre l'horitzó * Solstici d'hivern: 42º sobre l'horitzó - 23º 27 '= 18º 33' al llarg del dia, l'altura del sol varia en funció de l'hora. Al equador terrestre: * Al migdia: per a una angle horari (AH) = 0, la inclinació del sol és de 90° - 0° = 90° respecte a l'horitzontal del lloc. * A les 10.00: per a una angle horari (AH) = 30º, la inclinació del sol és de 90° - 30º = 60º respecte a l'horitzontal del lloc. * A les 8.00: per a una angle horari (AH) = 60º, la inclinació del sol és de 90° - 60º = 30º respecte a l'horitzontal del lloc. L'altura del sol (HS) a una hora concreta (AH = angle horari) es determina en funció de la posició del sol (declinació en funció de la data = D) i de la latitud del lloc (L).  : HS (en graus) = arc si [(sin L · sin D) + (cos L · cos D · cos AH)] La projecció de l'ombra de l' estil del rellotge de pastor indica l'hora segons l'altura del sol al moment de la mesura. Ja que l'altura del sol varia amb la data, cal girar la tapa del rellotge fins que coincideixin la posició de l'estil amb la data del dia i orientar el cilindre cap al sol fins a obtenir un traç d'ombra vertical la longitud d'indicar l'hora en la trama de corbes del cilindre. La relació entre la longitud de l'estil i l'altura del sol ve donada per la fórmula: : hora = longitud de l'estil (ls) * tan HS
En els rellotges de sol convencionals el gnòmon projecta l'ombra sobre un quadre de referència, el rellotge negatiu de sol és el que projecta els raigs de llum a través d'una esquerda.
En el gràfic de la dreta es poden observar els raigs del sol projectats a través dels quatre doms sobre la paret que mira cap al sud.

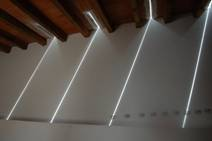
Rellotge de sol negatiu, Corregidora, Querétaro, Mèxic.

## Frases escrites en els rellotges
- Un raig de sol me dona vida.
- Quan no fa sol, no dic res ; però quan el sol me toca, amb l'ombra de ma broca, a tothom dic l'hora que és.
- Jo sense sol, tu sense fe, no som res.
- Si me mires, me miren.
- No dono si no dones.
- La meva hora és per a tothom.
- Per a tothom lluu el sol.
- Cuita, que fuig.
- No en perdis cap.
- Anem que és hora.
- Pensa en la darrera, i aprofita la present.
- Veus l'hora, però no saps la teva.
- D'aquestes n'hi ha una per a tu.
- Les hores passen, les obres resten.
- Així se'n va la vida.
- Jo tornaré. Tu, mai més.
- Totes maquen, la darrera mata.
- Tem la darrera.
- Les més agradables són curtes.
- Pels amics, quan vulguin.
- Amics, és hora de beure.
- Avui, demà i demà passat, no em veuràs mai aturat.
- Mira ben bé l'hora que és : no la veuràs mai més.
- Sóc un rellotge de sol, per a servir a qualsevol.
- Quan el sol ha passat, la meva feina s'ha acabat.
- Si em demandes "Quina hora és?" Et responc: "Ell és estada s'hora que seny ja és passada, de modo que ja no és res. (Juan José Amengual, Gramática de la lengua mallorquina, 1835)